# Poortugaal
Poortugaal  è un villaggio di circa 9.500 abitanti del sud-ovest dei Paesi Bassi, facente parte della provincia dell'Olanda Meridionale. Dal punto di vista amministrativo, si tratta di un ex-comune, dal 1985 inglobato nella municipalità di Albrandswaard, di cui è il capoluogo.

## Geografia fisica
Poortugaal si trova a sud del corso della Oude Maas e a pochi chilometri a sud-ovest di Rotterdam.

## Storia
La zona in cui sorge Poortugaal è abitata almeno sin dal IV secolo a.C.
Tra il XII e il XIII secolo, il villaggio fu probabilmente sbarrato da dighe.
In seguito, Poortugaal fu una signoria, governata dalla famiglia Van Putten.
Nel 1841, il comune di Poortugaal venne ampliato con l'aggiunta del comune di Albrandswaard en Kijvelanden.

### Simboli
Lo stemma di Poortugaal è costituito da uno sfondo rosso con 5 scudi contenenti 5 stelle ciascuno.

## Monumenti e luoghi d'interess e
Poortugaal vanta 5 edifici classificati come rijksmonumenten.

### Architetture religiose

#### Dorpskerk
Principale edificio religioso di Poortugaal è la Dorpskerk, risalente al XV secolo ed ampliata nel XVI secolo.

## Società

### Evoluzione demografica
Nel 2011, la popolazione stimata di Poortugaal è pari a 9.525 abitanti, di cui 4.815 erano uomini e 4.710 donne.
La località ha conosciuto un incremento demografico rispetto al 2008, quando la popolazione stimata era pari a 9.280 unità e rispetto al 2001, quando la popolazione censita era pari a 8.935 abitanti.

## Sport
La squadra di calcio locale è il Voetbal Vereniging Poortugaalse Sport Vereniging.